# Annette de Tharau (film, 1954)
Pour plus de détails, voir Fiche technique et Distribution.
Annette de Tharau (Ännchen von Tharau) est un film allemand réalisé par Wolfgang Schleif sorti en 1954.
L'histoire s'inspire de la chanson folklorique de Prusse-Orientale du même nom

## Synopsis
À la fin de la guerre en 1945, Anna "Ännchen" Wittkuhn est expulsée de sa patrie de Prusse-Orientale par les Polonais et les Russes et arrive en Allemagne de l'Ouest. Elle trouve un emploi de serveuse dans un village viticole de la région de Franconie. En tant que mère réticente, elle s'occupe du petit garçon Utz qui, comme elle, est devenu sans-abri. Dans l'expulsion, Utz fut remis par une femme mourante à Anne qui fait ensuite passer cet enfant pour le sien. La mère biologique a également donné à Anna une photo et le nom du père de l'enfant, un certain Oberleutnant Ulrich Lessau d'une unité de l'armée de l'air. Le militaire est porté disparu depuis la fin de la guerre. Ännchen est depuis longtemps courtisé par le séduisant propriétaire de cave Adrian Rotenbach, qui est déterminé à en faire sa femme. Pour lui faire plaisir, il fait même défiler une chorale devant son auberge, qui lui fait une sérénade avec Ännchen von Tharau. Cependant, Anna n'aime pas l'homme riche et est donc très hésitante. Un jour, la jeune femme rencontre un homme venu au village viticole avec son manège forain. Il fait partie d'une troupe itinérante de carnaval. Ännchen se rend vite compte qu'il est le père disparu d'Utz, car les quelques documents et une photo que la mère biologique d'Utz a donnés à Ännchen ne laissent aucun doute à ce sujet. Ännchen est terrifiée à l'idée de devoir remettre le garçon à l'inconnu et confie son inquiétude à l'organiste Bruns. Il lui conseille finalement de se plier aux sollicitations de Rotenbach et de devenir sa femme. Ainsi, le garçon aurait au moins formellement un père et serait pris en charge.
Utz et Ulrich commencent rapidement à devenir amis. Pendant ce temps, Ännchen essaie de s'habituer à l'idée de se marier avec la famille de vignerons Rotenbach. De retour dans son restaurant, elle aperçoit Ulrich avec Bruns. Elle panique immédiatement que Bruns aurait pu dire à Ulrich quelque chose sur sa paternité d'Utz. Mais il ne l'a pas fait. Lorsqu'un gros orage se lève un peu plus tard, le garçon est dans le chapiteau du cirque. Ännchen et Ulrich arrivent et voient une poutre se détacher. Ulrich se jette sur le garçon pour le protéger, mais se blesse au passage. Pour le moment, il ne peut pas poursuivre sa tournée comme prévu. Alors qu'Adrian exhorte Anne à arrêter de travailler comme serveuse et à devenir enfin sa femme, Ulrich a de manière inattendue une toute nouvelle opportunité de carrière qui pourrait également le lier à cet endroit. Depuis son apprentissage, Ulrich a un grand talent pour le dessin, ce que l'ingénieur Grabner a également remarqué. Grabner propose à Lessau de travailler comme dessinateur dans son bureau. Mais ensuite Ulrich change d'avis et retourne vers les siens, les forains. Quand Utz en a entendu parler, sans en informer sa mère, il a laissé un batelier rhénan l'emmener à Wurtzbourg pour revoir son ami Ulrich. Aennchen et Rotenbach suivent immédiatement. Anne avoue à Ulrich qu'il est le père du garçon blond. Ulrich est complètement perplexe. 
Urich avoue son amour pour Anne, et enfin les trois peuvent devenir une vraie famille.

## Fiche technique
- Titre : Annette de Tharau
- Titre original : Ännchen von Tharau
- Réalisation : Wolfgang Schleif assisté de Carl von Barany
- Scénario : Wolfgang Schleif, Otto Heinz Jahn
- Musique : Wolfgang Zeller
- Direction artistique : Max Vorwerg, Wilhelm Vorwerg
- Costumes : Trude Ulrich
- Photographie : Igor Oberberg
- Son : Fritz Schwarz
- Montage : Hermann Ludwig (de)
- Production : Willie Hoffmann-Andersen (de)
- Société de production : Apollo-Film
- Société de distribution : Deutsche London Film Verleih
- Pays d'origine :  Allemagne de l'Ouest
- Langue : allemand
- Format : Noir et blanc - 1,37:1 - Mono - 35 mm
- Genre : Drame
- Durée : 96 minutes
- Dates de sortie :
  - Allemagne de l'Ouest : 5 août 1954.
  - Autriche : 1er décembre 1954.
  - France : 26 octobre 1956[1].

## Distribution
- Ilse Werner : Anna « Ännchen » Wittkuhn
- Heinz Engelmann (de) : Ulrich Lessau
- Helmuth Schneider : Adrian Rotenbach
- Klaus-Ulrich Krause : Utz Wittkuhn
- Albert Florath : Tobias Rotenbach
- Elsa Wagner : Babette Rotenbach
- Bruno Hübner : Bruns
- Stanislav Ledinek : Lobsam
- Karl Hellmer : Willuweit
- Margarete Haagen : Gru Gutjahr
- Paul Heidemann : M. Selke
- Blandine Ebinger : Mme Selke
- Loni Heuser : Alma Möske
- Brigitte Rau : Trudel Möske
- Ludwig Schmitz (de) : Ali Schnurre
- Hans Hermann Schaufuß : Wehrle, secrétaire de mairie
- Rolf Weih (de) : Grabner, ingénieur
- Victor Janson : Rombach

## Production
Les enregistrements en studio sont réalisés en mai 1954 à Berlin-Tempelhof, les enregistrements en plein air dans les principales villes de la Franconie : Ochsenfurt (ancien pont principal, porte inférieure, nouvel hôtel de ville avec tour de lance), Sulzfeld (porte principale supérieure), Miltenberg (place du marché), Wertheim, Wurtzbourg (Alte Mainbrücke) et Amorbach. On peut également voir la boucle de la Main, près de Volkach (de). Afin de créer le village fictif de Münster-Mainheim dans lequel se déroule le film, des plans de Miltenberg, Sulzfeld am Main et Ochsenfurt sont combinés de manière à donner l'impression qu'il s'agit d'un seul et même village.
À sa sortie, le film est un succès commercial.